# Dimensiogruppen
Dimensiogruppen (finska: Dimensio-ryhmä) var en finländsk konstnärsgrupp.
Den grundades 1972 som en direkt följd av det internationella intresset för experiment med ljus och rörelse i bildkonsten på 1960-talet. Gruppen, till vars äldre medlemmar hörde Ernst Mether-Borgström, Eino Ruutsalo och Osmo Valtonen, var öppen för tekniska innovationer och samarbetade intimt med företrädare för andra konstarter. Aktiva i gruppen var exempelvis arkitekten Kirmo Mikkola; den elektroniska musiken representerades av kompositörerna Otto Romanovski och Erkki Kurenniemi. Bildkonstnären Annikki Luukela kombinerade sina ljuskinetiska installationer med visualiserade skuggdansföreställningar.
Gruppen framträdde ännu på 1990-talet med utställningar på olika håll i Finland.